# Апремон (Эн)
Апремон (фр. Apremont ) — коммуна во французском департаменте Эн, округа Нантюа, кантона Нантюа.

## Географическое положение
Апремон лежит на высоте 900 м над уровнем моря, в 6 км южнее города Ойонна, в горах Юры. В северной части коммуны протекает речка Анж.

## История
Впервые Апремон упомянут в исторических документах в 1227 году.
С 1402 года Апремон принадлежал графам Савойским, а по Лионскому договору 1601 года отошёл во владение Франции.

## Население
Население коммуны на 2010 год составляло 363 человека.
| 1962 | 1968 | 1975 | 1982 | 1990 | 1999 | 2010 |
| ---- | ---- | ---- | ---- | ---- | ---- | ---- |
| 176  | 148  | 200  | 279  | 341  | 328  | 363  |

## Достопримечательности
- церковь Апремона и руины средневекового замка

## Экономика и промышленность
Население занято преимущественно сельским хозяйством: разведением скота и производством молока, а также в лесном хозяйстве.